# منظمة قدامى المحاربين في جمهورية صرب البوسنة
منظمة المحاربين القدامى في جمهورية صرب البوسنة هي منظمة غير حكومية في جمهورية صرب البوسنة تأسست في عام 1993 والتي تجمع قدامى المحاربين في جيش جمهورية صرب البوسنة الذين قاتلوا في حرب البوسنة والهرسك.
هي أكبر منظمة غير حكومية في جمهورية صرب البوسنة وواحدة من أكبر المنظمات غير الحكومية في البوسنة والهرسك. في أكتوبر 2007 حددت حكومة جمهورية صرب البوسنة وضعها كمنظمة ذات أهمية خاصة للكيان.
الهدف الرئيسي لمنظمة قدامى المحاربين هو الحفاظ على جمهورية صرب البوسنة وتحسين الوضع المادي والاجتماعي للمحاربين القدامى وتعزيز تقاليد جيش جمهورية صرب البوسنة. يتم تحديد هذه الأهداف في النظام الأساسي والنظام الأساسي لمنظمة قدامى المحاربين.